# 스타니슬라프 포즈드냐코프
스타니슬라프 알렉세예비치 포즈드냐코프(러시아어: Станисла́в Алексе́евич Поздняко́в, 러시아어 발음: [stənʲɪˈslaf pəzʲnʲɪˈkof], 1973년 9월 27일~)는 러시아의 펜싱 선수, 체육행정가이다. 주 종목은 사브르로 올림픽 사브르 부문에서 금메달 4개를 포함하여 메달을 5개를 획득하였다. 그는 세계 선수권 대회에서 개인전 5회 우승을 포함하여 총 금메달 10개 획득했으며, 유럽 선수권 대회에서도 금메달 13개를 획득했다. 현재 러시아 올림픽 위원회 회장을 맡고 있다.

## 개인사
부인인 아나스타시야 사이에서 딸 소피야를 두었으며, 소피야도 2020년 하계 올림픽 사브르 개인전에서 우승하는 등 러시아 국가대표 펜싱 선수로 활동하고 있다.

## 같이 보기
- 세계 펜싱 선수권 대회